# Kellerberg (Forchheim)
Der Kellerberg ist ein 340 Meter hoher Berg am östlichen Ortsrand der oberfränkischen Stadt Forchheim.

## Bierkeller

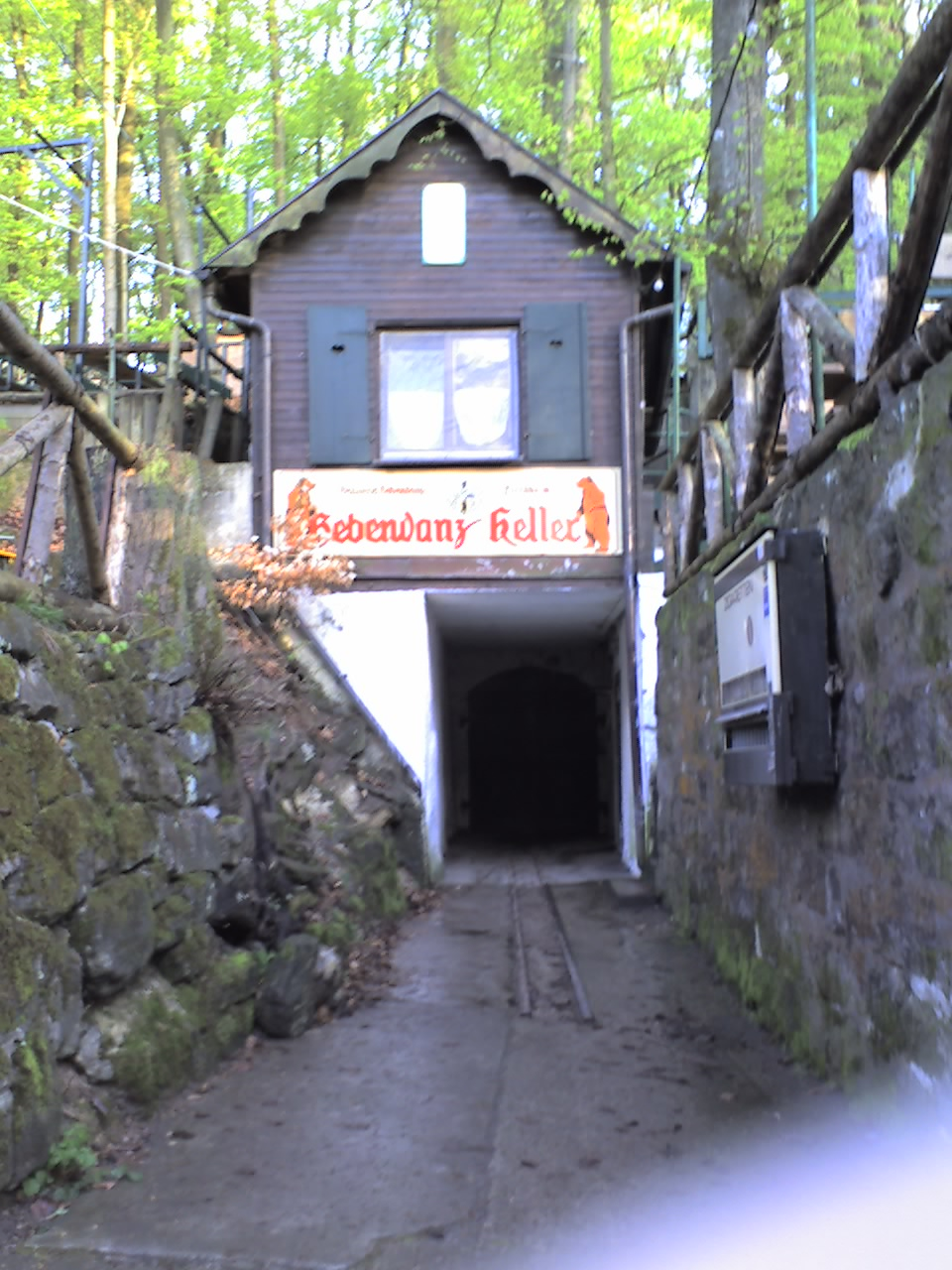
Bierkeller am Kellerberg

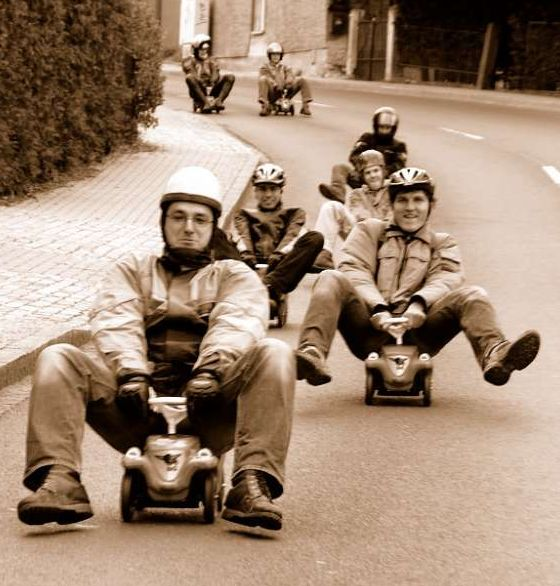
Start eines Bobby-Car-Rennens

Der Berg ist von einem weit verzweigten und tief in den Rhätsandstein führenden System von Bierkellern durchzogen, das seit dem 16. Jahrhundert von den örtlichen Bierbrauern in den Berg getrieben wurde und in dem die Forchheimer Brauereien ihr Bier einlagern. In den Felsenkellern herrscht während des ganzen Jahres eine konstante Temperatur von sechs bis zehn Grad Celsius, ideal zur Lagerung von Bier. Als es noch keine moderne Kühltechnik gab, erlangte das Bier in diesen Felsenkellern seine Reife. Heute sind die 10 oberen und 14 unteren Bierkeller nur noch Lagerorte. In den dortigen Kellerwirtschaften, die an den Eingängen der  Lagerkeller eingerichtet wurden und zum Teil ganzjährig geöffnet sind, werden Bier und fränkische Spezialitäten angeboten. Die unter schattigen Bäumen gelegenen Biergärten sind in der Regel von Mai bis September in Betrieb.

## Annafest
Jedes Jahr findet dort um den 26. Juli, dem Feiertag der Heiligen Anna, das zehntägige Forchheimer Annafest statt, zu dem die Forchheimer Brauereien besonderes Starkbier brauen. Zum Annafest stehen in bzw. bei den Forchheimer Kellern täglich etwa 30.000 Sitzplätze zur Verfügung, damit die Besucher das Starkbier, die vielfältigen kulinarischen Leckerbissen und das reichhaltige Musikprogramm mit zahlreichen Bands aus der Region genießen können.

## Bobby-Car-Rennen
Seit 2004 findet am Kellerberg jedes Jahr im September das Forchheimer Bobby-Car-Rennen statt.  Auf der steilen und kurvenreichen asphaltierten Straße zwischen den oberen und unteren Kellern rasen risikofreudige Männer und Frauen ab 18 Jahren mit so genannten Bobby-Cars hinab. Die Spielzeug-Autos dürfen folgende Maße nicht überschreiten: Gesamtbreite 350 mm, Gesamtlänge 600 mm, Gesamthöhe 550 mm (inklusive Lenker), Gewicht 5 kg.  Nur Original- oder Soft-Räder mit Fulda-Breitreifen sind gestattet. Die Siegerzeit für die etwa 300 m lange Rennstrecke liegt meist bei knapp über 30 Sekunden, was etwa der Geschwindigkeit eines olympischen Hundertmeterläufers entspricht.
Koordinaten: 49° 43′ 46,7″ N, 11° 4′ 30″ O